# Polabiska slaver
Polabiska slaver och Elbeslaver är samlingsnamn för slaviska folkstammar som under medeltiden etablerade sig nära floden Elbe. Begreppet överlappar, men är inte identiskt med, germanernas begrepp vender. 

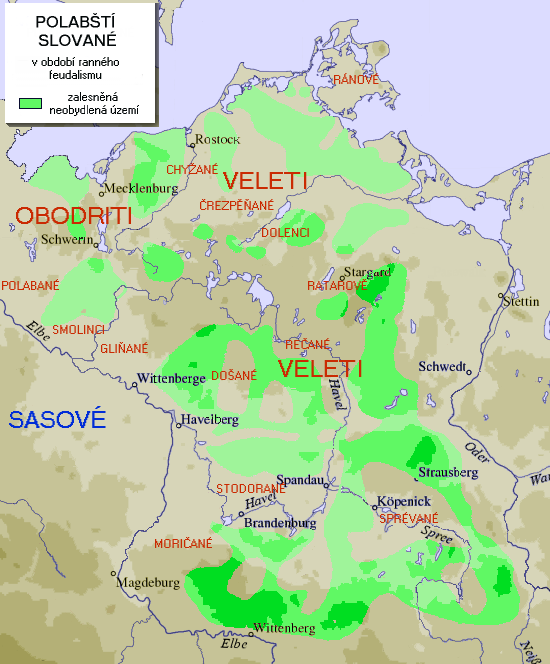
Röda namn visar polabiska folkgrupper, inklusive: "OBODRITI" och "VELETI"

## Namn
Namnet kommer från slaviska po ("vid") och Labe ("Elbe"). Exempel:
- lågsorbiska: połobske słowjany
- polska: słowianie połabscy
- tjeckiska: polabští slované